# Венгеров Семен Опанасович
Семе́н Опана́сович Венге́ров (рос. Семён Афанасьевич Венгеров; * 5 квітня (17 квітня за новим стилем) 1855, місто Лубни, нині Полтавської області — † 14 вересня 1920, Петроград) — російський літературознавець, видавець, бібліограф.

## Біографія

### Сім'я
Батько Опанас Леонтійович Венгеров був директором банку в Мінську. Мати Пауліна Юліївна Венгерова (уроджена Епштейн) — німецька єврейська письменниця, автор мемуарів «Записки бабусі. Картини з історії культури російських євреїв у 19 столітті» («Memoiren einer Grossmutter») у двох томах (Берлін, 1908—1910).
Сестра Зінаїда стала літературним критиком, істориком західноєвропейської літератури, перекладачем, а сестра Ізабелла (1877 — 1956) — піаністкою, педагогом.

### Навчання
Дитячі роки Семена пройшли в Мінську. Початкову освіту здобув удома. Від 1868 року навчався в гімназії в Санкт-Петербурзі.
1872 року юнак закінчив Петербурзьку гімназію та вступив до Медико-хуріргічної академії в Санкт-Петербурзі. Крім того, після закінчення гімназії Венгеров прийняв християнство .
Венгеров захоплювався літературою. Ставши студентом, активно співпрацював у газетах і журналах. 1875 року побачила світ його перша книга «Російська література в її сучасних представниках. І. С. Тургенєв». Того ж року Венгеров покинув медицину та перейшов на юридичний факультет Петербурзького університету. 1879 року він закінчив його, здобувши ступінь кандидата прав.
Працюючи адвокатом, Венгеров і далі вчився. 1880 року в Дерптському університеті він екстерном склав іспити на історико-філологічному факультеті.
Того ж року, за поданням Ореста Міллера, Венгерова залищили при кафедрі російської літератури Петербурзького університету для підготовки до професорського звання. Проте, не маючи достатніх матеріальних засобів, він змушений був покинути університет. Від 1882 року Венгеров працював у правлінні Любаво-Роменської залізниці.

### Викладацька діяльність
Наприкінці 1890-х років Семен Опанасович почав викладацьку діяльність. 1897 року він приступив до читання лекцій з історії російської літератури в Петербурзькому університеті. Невдовзі серед студентів стали популярними його лекції: живі, змістовні, без повчального тону.
Через два роки робота Венгерова в університеті перервалася. У липні 1899 року за розпорядженням міністра народної освіти Миколи Павловича Боголєпова вченого усунули від викладання через «політичну неблагонадійність». Тільки після революції 1905 року його знову затвердили на посаді приват-доцента.
Відновивши восени 1908 року читання лекцій в Петербурзькому університеті, Венгеров виняткову увагу звертає на Пушкінський семінар. На цей семінар замість передбачуваних 6—7 чоловік записалося 30. Поет Всеволод Рождественський, який тоді був студентом, писав: «Найпам'ятнішими та найпліднішими виявилися заняття Пушкінського семінару в професора Венгерова, який, незважаючи на свою схильність до „народництва“, був одним із найпередовіших професорів тодішнього університету».
1909 року Венгерова затвердили в званні доктора російської мови та словесності Харківського університету. 1910 року його обрали професором Вищих жіночих (Бестужевських) курсів і Психоневрологічного інституту.
Від 1887 року Венгеров — дійсний член Товариства любителів російської словесності. Він брав активну участь у роботі Літературного фонду, у 1916—1919 роках був його головою. Від 1917 року Венгеров — директор Російської книжкової палати, створеної з його ініціативи.
Помер 14 вересня 1920 року в Петрограді. Поховано вченого на Літераторських містках Волкового кладовища.

## Наукова діяльність
Від 1890 року Венгеров вів серйозну історико-літературну та бібліографічну роботу. Він видав низку літературознавчих досліджень. Венгеров досліджував творчість Олександра Пушкіна, Миколи Гоголя, Івана Гончарова, Олексія Писемського, Віссаріона Бєлінського та ін.
Найбільша бібліографічна праця вченого — «Критико-біографічний словник російських письменників і вчених (Від початку російської освіти до наших днів)» («Критико-биографический словарь русских писателей и ученых (От начала русской образованности до наших дней)»). У 1886—1904 роках побачило світ шість томів (видання не завершене).
Від 1891 року редагував літературний відділ Енциклопедичного словника Брокгауза й Ефрона.

### 18 тисяч томів
1932 року наукова бібліотека Інституту російської літератури (Пушкінського дому) в Санкт-Петербурзі поповнилася цінною колекцією, зібраною Семеном Венгеровим. Це 18 тисяч томів. Особливу цінність колекції надає зібрання довідників, доповнене їх власником рукописними нотатками на берегах книг і газетними вирізками .